# Silvio Garay
Silvio Garay (Asunción, 20 settembre 1973) è un ex calciatore paraguaiano, di ruolo centrocampista.

## Palmarès

### Club

#### Competizioni nazionali
- Campionato paraguaiano: 1

Cerro Porteño: 2001